# عمر الهلالي
عمر الهلالي (12 سبتمبر 2003) هو لاعب كرة قدم مغربي محترف، يلعب في مركز الظهير الأيمن في نادي إسبانيول ب.

## مهنة النادي
ولد في لوسبيتاليت دي يوبريغات، برشلونة، كاتالونيا، انضم إلى نادي الشباب إسبانيول في سن 13، ظهر لأول مرة مع فريق الاحتياط في 18 أكتوبر 2020،
وظهر لأول مرة مع الفريق وهو في السابعة عشرة من عمره فقط في 4 أبريل 2021، حيث جاء بديلًا في الشوط الثاني لأوسكار جيل الذي أصيب في المباراة ضد نادي ألباسيتي بالومبي في دوري الدرجة الثانية.

## مهنة دولية
ولد الهلالي في إسبانيا لأسرة مغربية من مدينة طنجة. ومثل منتخب المغرب تحت 20 سنة في كأس أمم إفريقيا تحت 20 سنة عام 2021.

## الإنجازات
إسبانيول
- الدوري الإسباني الدرجة الثانية : 2020–21

 المغرب
- كأس الأمم الإفريقية تحت 23 :
  -  البطل : 2023

## روابط خارجية
- عمر الهلالي على BDFutbol
- عمر الهلالي على LaPreferente باللغة الإسبانية
- عمر الهلالي  على سكروي